# جویتا رزسین
جویتا رزسین (به انگلیسی: Jowita Wrzesień،  متولد ۸ دسامبر ۱۹۹۳) کشتی‌گیر آزادکار اهل لهستان است.
از افتخارات وی می‌توان به کسب مدال برنز مسابقات قهرمانی کشتی جهان ۲۰۲۲ اشاره کرد. وی سابقه حضور در المپیک ۲۰۲۰ توکیو را دارد.